# Anton Geesink
Anton Geesink (n. 6 aprilie 1934, Utrecht, Utrecht, Țările de Jos – d. 27 august 2010, Utrecht, Utrecht, Țările de Jos) a fost un actor ce a reprezentat Regatul Țărilor de Jos, medaliat olimpic. A participat la o ediție a Jocurilor Olimpice (1964) în care a câștigat o medalie de aur.

## Participări
Lista de mai jos prezintă principalele competiții la care a participat Anton Geesink de-a lungul carierei.
- judo at the 1964 Summer Olympics – men's open category[*]